# فيليب بوتي
فيليب بوتي (بالفرنسية: Philippe Petit)‏ ولد في 13 أغسطس 1949 في نمور (سين ومارن) في فرنسا، وهو من البارعين في السير على الحبل المشدود، فرنسي الجنسية. قام بالمشي على حبال مشدودة بين مباني مشهورة في العالم، مثل في 1971 في كاتدرائية نوتردام دو باري، في 1973 في جسر ميناء سيدني، وفي 1989 بين قصر تروكاديرو والطابق الثاني من برج إيفل، وكذلك في 1995 أمام 000 500 شخص في فرانكفورت.

أشهر مشي على الحبال قام به فيليب بوتي هو المشي بين سقفي برجي مركز التجارة العالمي في نيويورك في 7 أغسطس 1974.

فيلم رجل على الأسلاك الذي تحصل على جائزة الأوسكار 2009 لأفضل فيلم وثائقي، وكذلك فيلم السير الذي صدر في 2015، أعادوا تمثيل وتأريخ هذا المشي بين برجي التجارة العالمي.

## السيرة الذاتية
ولد فيليب بوتي في نمور (سين ومارن) قرب العاصمة باريس في 13 أغسطس 1949. والده إدمون بوتي، هو كاتب وطيار سابق في الجيش. منذ ولادته، تعلم بوتي السحر وألعاب الخفة، وبدأ بتقديم عروض أمام الجمهور. في عمر 16 سنة، بدأ هواية المشي على الحبال، وكان تعلمه ذاتيا.

في بداية السنوات 1970، إهتم بوتي بالمباني المشهورة، ليظهر نفسه للجمهور. وقام بأول اختبار له للمشي على الحبال في الهواء وذلك سنة 1971 في كاتدرائية نوتردام دو باري في باريس.

## أهم أماكن المشي على الحبال
أهم المباني والأماكن التي مشى فوقها أو منها أو بينها فيليب بوتي على الحبال ومعلق في الهواء.
| السنة | المكان                                                    | المكان                 | المكان           | ملاحظات                                           |
| ----- | --------------------------------------------------------- | ---------------------- | ---------------- | ------------------------------------------------- |
| 1971  |                                                           | فالوريس                | فرنسا            | تحية للذكرى ال90 لبابلو بيكاسو.                   |
| 1971  | كاتدرائية نوتردام دو باري                                 | باريس                  | فرنسا            | غير قانوني.                                       |
| 1973  | جسر ميناء سيدني                                           | سيدني                  | أستراليا         | غير قانوني.                                       |
| 1974  | برجي مركز التجارة العالمي                                 | نيويورك                | الولايات المتحدة | غير قانوني.                                       |
| 1974  | سنترال بارك                                               | نيويورك                | الولايات المتحدة |                                                   |
| 1974  | كاتدرائية نوتردام دو لاون                                 | لاون                   | فرنسا            | عبور بين برجي الكاتدرائية من أجل برنامج تلفزيوني. |
| 1975  | ملعب مرسيدس بنز سوبردوم                                   | نيو أورلينز (لويزيانا) | الولايات المتحدة | عبور من أجل إفتتاح الملعب.                        |
| 1982  | كاتدرائية القديس يوحنا الإلهي                             | نيويورك                | الولايات المتحدة |                                                   |
| 1982  |                                                           | دنفر (كولورادو)        | الولايات المتحدة |                                                   |
| 1983  |                                                           | نيويورك                | الولايات المتحدة |                                                   |
| 1983  | مركز جورج بومبيدو                                         | باريس                  | فرنسا            |                                                   |
| 1984  |                                                           | باريس                  | فرنسا            | عبور على أنغام موسيقى جاك هيغلان.                 |
| 1984  | أوبرا باريس الوطنية                                       | باريس                  | فرنسا            | عبور مع غناء مغنية الأوبرا مارغريتا زيمرمان.      |
| 1984  | متحف مدينة نيويورك                                        | نيويورك                | الولايات المتحدة | عبور من أجل إفتتاح معرض جرأة نيويورك.             |
| 1986  | كاتدرائية القديس يوحنا الإلهي                             | نيويورك                | الولايات المتحدة |                                                   |
| 1986  | مركز لينكولن للفنون الاستعراضية                           | نيويورك                | الولايات المتحدة | عبر من أجل إعادة إفتتاح تمثال الحرية.             |
| 1987  |                                                           | القدس                  | إسرائيل          |                                                   |
| 1987  |                                                           | بورتلاند (أوريغون)     | الولايات المتحدة |                                                   |
| 1987  | محطة غراند سنترال                                         | نيويورك                | الولايات المتحدة |                                                   |
| 1988  |                                                           | باريس                  | فرنسا            |                                                   |
| 1989  | برج إيفل                                                  | باريس                  | فرنسا            |                                                   |
| 1990  | المركز الأمريكي                                           | باريس                  | فرنسا            |                                                   |
| 1990  |                                                           | طوكيو                  | اليابان          |                                                   |
| 1991  |                                                           | فيينا                  | النمسا           |                                                   |
| 1992  |                                                           | نامور                  | بلجيكا           |                                                   |
| 1992  |                                                           | سويسرا                 |                  |                                                   |
| 1992  | كاتدرائية القديس يوحنا الإلهي                             | نيويورك                | الولايات المتحدة |                                                   |
| 1994  |                                                           | فرانكفورت              | ألمانيا          |                                                   |
| 1995  |                                                           | نيويورك                | الولايات المتحدة |                                                   |
| 1996  |                                                           | نيويورك                | الولايات المتحدة |                                                   |
| 1996  | كاتدرائية القديس يوحنا الإلهي                             | نيويورك                | الولايات المتحدة |                                                   |
| 1999  | مركز روز للأرض والفضاء في المتحف الأمريكي للتاريخ الطبيعي | نيويورك                | الولايات المتحدة | عبور من أجل إفتتاح المركز.                        |
| 2002  | قاعة رقص هامرشتاين                                        | نيويورك                | الولايات المتحدة |                                                   |
| 2002  | مركز مؤتمرات جاكوب كوبل جافيتس                            | نيويورك                | الولايات المتحدة |                                                   |
| 2002  | كروسينغ برودواي                                           | نيويورك                | الولايات المتحدة |                                                   |

## روابط خارجية
- فيليب بوتي على موقع IMDb (الإنجليزية)
- فيليب بوتي على موقع الموسوعة البريطانية (الإنجليزية)
- فيليب بوتي على موقع إن إن دي بي (الإنجليزية)
- فيليب بوتي على موقع قاعدة بيانات الفيلم (الإنجليزية)